# 高雄交流道
高雄交流道為國道一號的交流道之一，里程367k，橫跨高雄市三民區、苓雅區的東側，於1977年7月1日啟用。歷經多次拓寬後今日交流道型式為複合鑽石型，南北向各有二次出口，匝道兩旁設有平面道路，連結九如一路（台1線）、建國一路（台1戊線）、中正一路與三多一路等多條主要幹道。另外，建國一路與九如一路僅能南出北入，中正一路南北皆可出入，三多一路僅設北上出口。
|           | 南 下     | 367A 高雄 | 建國一路 九如一路 |
| 367B 高雄 | 南 下     | 中正一路  |                   |
| 北 上     | 367B 高雄 | 中正一路  |                   |
| 北 上     | 367C 高雄 | 三多一路  |                   |

## 鄰近公路
- 台1線
- 台1戊線
- 市道183乙線
- 高69線

## 外部連結
- 國道一號高雄交流道示意圖 （页面存档备份，存于）（交通部高速公路局）